# Silvio Amato
Silvio Amato (Catania, 10 aprile 1961) è un compositore e pianista italiano, compositore di colonne sonore cinematografiche e musiche per la televisione. 
La produzione di Amato annovera inoltre una serie di composizioni che rientrano nel genere della musica contemporanea: opere teatrali, lavori sinfonici, musica da camera.

## Biografia
Figlio di Carmelo Amato e nipote di Alberto Amato, dopo diversi anni di formazione classica in pianoforte, a metà degli anni '80 si trasferisce a Milano, dove svolge la sua attività di compositore e arrangiatore. In questo periodo Amato inizia a collaborare con una varietà di artisti di musica leggera; la sua produzione musicale spazia in diversi ambiti, ma una particolare importanza riveste il settore televisivo-cinematografico. Nella sua produzione risulta particolarmente copiosa la sezione delle musiche per la tv dei ragazzi delle reti Mediaset, bisogna inoltre considerare l'esperienza musicale negli altri generi televisivi: dalle sigle per gli show in prime time a quelle dei telegiornali, dai telefilm alle soap opera, dalle sit-com ai film per la tv. Numerose sono le colonne sonore composte per il cinema, fra cui quelle per i film I mitici di Carlo Vanzina, Svitati con Mel Brooks, Ti voglio bene Eugenio con Giuliana De Sio e Giancarlo Giannini o, ancora, la colonna sonora del film di Jerry Calà Torno a vivere da solo, realizzata nel 2008. Altrettante sono le collaborazioni con artisti di primo piano della scena della canzone italiana, che hanno dato vita a svariate partecipazioni al Festival di Sanremo, come la canzone Ti penso composta per Massimo Ranieri in occasione della sua 42ª edizione.
Dal 2005 collabora con la Wild Rose di Londra, che gli commissiona le musiche per gli spettacoli di danza sul ghiaccio. Le musiche degli show Snow White on Ice (2005), Peter Pan on Ice (2006) e Beauty and the Beast on Ice (2007) ottengono uno strepitoso successo di critica e pubblico. In questi ultimi anni l'attività compositiva di Amato ha imboccato diversi percorsi: da un lato la composizione per il cinema, dall'altro la scrittura per orchestra e formazioni strumentali. Di quest'ultima produzione fanno parte la Cantata religiosa per voci, coro ed orchestra sinfonica, il Ricercare in re minore per sax, soprano ed organo, composto per il duo Tagliaferri-Sciddurlo e Il principe felice, favola musicale per complesso strumentale e voce recitante. Questo lavoro, nel marzo 2006, viene pubblicato da Feltrinelli-Curci nell'ambito del progetto “arte solidale” in collaborazione con le ACLI. L'opera è interpretata dall'Ensemble Strumentale Scaligero (diretto da Flavio Emilio Scogna e da Gabriele Lavia, voce recitante), che nell'estate del 2007 ha eseguito "Il principe felice" in Giappone. Nel 2009 l'opera verrà rappresentata in diversi teatri italiani. Sempre nel 2007 attraverso la collaborazione con l'Ambrogino d'Oro, manifestazione per bambini creata nel 1964, partecipa con la canzone Dino e Tino che si classifica al primo posto.
Nel 2022 per il film Tre sorelle con la regia di Enrico Vanzina firma, insieme a Enrico Vanzina e Umberto Smaila, la colonna sonora Io con me interpretata da Annalisa Minetti.

## Composizioni

### Cinema
- Chicken Park, regia di Jerry Calà (1994)
- I mitici - Colpo gobbo a Milano, regia di Carlo Vanzina (1995)
- Senza movente, regia di Luciano Odorisio (1999)
- Svitati, regia di Ezio Greggio (2000)
- Operazione Rosmarino, regia di Alessandra Populin (2001)
- Ti voglio bene Eugenio, regia di Francisco Fernandez (2002)
- Torno a vivere da solo, regia di Jerry Calà (2008)
- Operazione vacanze, regia di Claudio Fragasso (2012)
- Patch Town, regia di Craig Goodwill (2014)
- Infernet, regia di Giuseppe Ferlito (2015)
- Italian Business, regia di Mario Chiavalin (2017)
- Odissea nell'ospizio, regia di Jerry Calà (2019)
- Lockdown all'italiana, regia di Enrico Vanzina (2020)
- Tre sorelle, regia di Enrico Vanzina (2022)

### Teatro
- Il Principe Felice, Filarmonica della Scala
- Snow White on Ice, Wild Rose London (2005)
- Peter Pan on Ice, Wild Rose London (2006)
- Beauty and the Beast on Ice, Wild Rose London (2007)

### Televisione
Dal 1994 al 2007 ha composto la musica di sigle di cartoni animati in onda sulle reti Mediaset. La produzione e la direzione artistica di tutte queste canzoni, pubblicate sotto etichetta RTI Music S.r.l./RTI S.p.A. all'interno delle collane di dischi per bambini Fivelandia e Cristina D'Avena con i tuoi amici in TV, fu curata da Alessandra Valeri Manera, autrice di tutti i testi. La maggior parte dei brani è cantata da Cristina D'Avena, il coro dei bambini è quello dei Piccoli Cantori di Milano diretti da Laura Marcora. Dal 1996 Amato ha collaborato anche con la trasmissione-contenitore per ragazzi Zap Zap, andato in onda su Telemontecarlo fino al 2000, componendo sia la sigla ufficiale che quelle di quasi tutti i cartoni proposti al suo interno su conto delle etichette Cecchi Gori Music ed EMI Music Publishing Italia.
Mediaset
- Le fiabe più belle, testo di Alessandra Valeri Manera e musica di Silvio Amato, cantata da Cristina D'Avena (1994)
- Che campioni Holly e Benji!!! (seconda sigla di Holly e Benji), testo di Alessandra Valeri Manera e musica di Silvio Amato, cantata da Cristina D'Avena e Marco Destro (1995)
- Chiudi gli occhi e sogna, testo di Alessandra Valeri Manera e musica di Silvio Amato, cantata da Cristina D'Avena (1995)
- I segreti dell'isola misteriosa, testo di Alessandra Valeri Manera e musica di Silvio Amato, cantata da Cristina D'Avena (1995)
- I viaggi di Gulliver, testo di Alessandra Valeri Manera e musica di Silvio Amato, cantata da Cristina D'Avena (1995)
- Mostri o non mostri... tutti a scuola, testo di Alessandra Valeri Manera e musica di Silvio Amato, cantata da Cristina D'Avena e Pietro Ubaldi (1995)
- Tutti in viaggio verso Pandalandia, testo di Alessandra Valeri Manera e musica di Silvio Amato, cantata da Cristina D'Avena (1995)
- Viaggiando nel tempo, testo di Alessandra Valeri Manera e musica di Silvio Amato, cantata da Marco Destro (1996)
- Ann e Andy, due buffi amici di pezza, testo di Alessandra Valeri Manera e musica di Silvio Amato, cantata da Cristina D'Avena (1996)
- Cucciolandia, testo di Alessandra Valeri Manera e musica di Silvio Amato, cantata da Cristina D'Avena (1996)
- La fabbrica dei mostri, testo di Alessandra Valeri Manera e musica di Silvio Amato, cantata da Marco Destro (1996)
- Pennellate di poesia per Madeline, testo di Alessandra Valeri Manera e musica di Silvio Amato, cantata da Cristina D'Avena (1996)
- Pollicina, testo di Alessandra Valeri Manera e musica di Silvio Amato, cantata da Cristina D'Avena (1996)
- Puffa un po' di arcobaleno (tredicesima sigla de I Puffi), testo di Alessandra Valeri Manera e musica di Silvio Amato, cantata da Cristina D'Avena (1996)
- Ruy, il piccolo Cid, testo di Alessandra Valeri Manera e musica di Silvio Amato, cantata da Cristina D'Avena (1996)
- Un regno magico per Sally, testo di Alessandra Valeri Manera e musica di Silvio Amato, cantata da Cristina D'Avena (1996)
- 20.000 leghe nello spazio, testo di Alessandra Valeri Manera e musica di Silvio Amato, cantata da Marco Destro (1997)
- Cenerentola, testo di Alessandra Valeri Manera e musica di Silvio Amato, cantata da Cristina D'Avena (1997)
- Le magiche ballerine volanti, testo di Alessandra Valeri Manera e musica di Silvio Amato, cantata da Cristina D'Avena (1997)
- Mille note in allegria con la Mozart Band, testo di Alessandra Valeri Manera e musica di Silvio Amato, cantata da Cristina D'Avena (1997)
- Re Artù, King Arthur (terza sigla di Re Artù), testo di Alessandra Valeri Manera e musica di Silvio Amato, cantata da Vincenzo Draghi (1997)
- Rombi di tuono e cieli di fuoco per i Biocombat, testo di Alessandra Valeri Manera e musica di Silvio Amato, cantata da Vincenzo Draghi (1997)
- Street Sharks: Quattro pinne all'orizzonte, testo di Alessandra Valeri Manera e musica di Silvio Amato, cantata da Vincenzo Draghi (1997)
- Sulle ali dei Dragon Flyz, testo di Alessandra Valeri Manera e musica di Silvio Amato, cantata da Vincenzo Draghi (1997)
- Una giungla di stelle per capitan Simian, testo di Alessandra Valeri Manera e musica di Silvio Amato, cantata da Vincenzo Draghi (1997)
- Una porta socchiusa ai confini del sole, testo di Alessandra Valeri Manera e musica di Silvio Amato, cantata da Cristina D'Avena (1997)
- Un passo dopo l'altro sulle strade di Gesù, testo di Alessandra Valeri Manera e musica di Silvio Amato, cantata da Cristina D'Avena (1997)
- Batman - Cavaliere della notte (seconda sigla di Batman), testo di Alessandra Valeri Manera e musica di Silvio Amato, cantata da Vincenzo Draghi (1998)
- È piccolo, è bionico è sempre Gadget, testo di Alessandra Valeri Manera e musica di Silvio Amato, cantata da Cristina D'Avena (1998)
- Mummies Alive! - Quattro mummie in metropolitana, testo di Alessandra Valeri Manera e musica di Silvio Amato, cantata da Vincenzo Draghi (1998)
- Robinson Bignè, testo di Alessandra Valeri Manera e musica di Silvio Amato, cantata da Cristina D'Avena (1998)
- Sky Surfer: le cinque stelle della galassia, testo di Alessandra Valeri Manera e musica di Silvio Amato, cantata da Vincenzo Draghi (1998)
- Space Goofs - Vicini troppo vicini, testo di Alessandra Valeri Manera e musica di Silvio Amato, cantata da Cristina D'Avena (1998)
- Terra, cielo e mare: un mondo da esplorare con Dodo, testo di Alessandra Valeri Manera e musica di Silvio Amato, cantata da Cristina D'Avena (1998)
- Un alveare d'avventure per l'Ape Magà, testo di Alessandra Valeri Manera e musica di Silvio Amato, cantata da Cristina D'Avena (1998)
- Un uragano di goal, testo di Alessandra Valeri Manera e musica di Silvio Amato, cantata da Cristina D'Avena (1998)
- Video Power, testo di Alessandra Valeri Manera e musica di Silvio Amato, cantata da Vincenzo Draghi (1998)
- Cupido pizzica cuori, testo di Alessandra Valeri Manera e musica di Silvio Amato, cantata da Cristina D'Avena (1999)
- Il mondo incantato dei Pocket Dragons, testo di Alessandra Valeri Manera e musica di Silvio Amato, cantata da Cristina D'Avena (1999)
- Indagini a quattro zampe, testo di Alessandra Valeri Manera e musica di Silvio Amato, cantata da Cristina D'Avena (1999)
- Molla l'osso Briscola, testo di Alessandra Valeri Manera e musica di Silvio Amato, cantata da Cristina D'Avena (1999)
- Starla e le sette gemme del mistero, testo di Alessandra Valeri Manera e musica di Silvio Amato, cantata da Cristina D'Avena (1999)
- Oscar e le sette note perdute, testo di Alessandra Valeri Manera e musica di Silvio Amato, cantata da Cristina D'Avena (1999)
- Kipper, il più bel cucciolo del mondo, testo di Alessandra Valeri Manera e musica di Silvio Amato, cantata da Cristina D'Avena (2000)
- Il parco di Giacomo, testo di Alessandra Valeri Manera e musica di Silvio Amato, cantata da Cristina D'Avena (2000)
- Qua la zampa, Doggie, testo di Alessandra Valeri Manera e musica di Silvio Amato, cantata da Cristina D'Avena (2000)
- Una foresta incantata per Katia e Carletto, testo di Alessandra Valeri Manera e musica di Silvio Amato, cantata da Cristina D'Avena (2000)
- Il gatto col cappello, testo di Alessandra Valeri Manera e musica di Silvio Amato (2001)
- Jim l'astroverme, testo di Alessandra Valeri Manera e musica di Silvio Amato, cantata da Cristina D'Avena e Claudio Moneta (2003)
- Panda, canzone dedicata alla serie Hamtaro piccoli criceti, grandi avventure, testo di Alessandra Valeri Manera e musica di Silvio Amato (2003)
- Dolce piccola Remì, testo di Cristina D'Avena e musica di Silvio Amato, cantata da Cristina D'Avena (2007)

TMC/Videomusic
- Arrivano i Superboys, testo di Fabrizio Berlincioni e musica di Silvio Amato, cantata dai Cartoon Kids (Antonio Galbiati)
- Belfy e Lillibit (seconda sigla), testo di Fabrizio Berlincioni e musica di Silvio Amato, cantata dai Cartoon Kids (Luana Heredia)
- Blue Noah (seconda sigla), testo di Fabrizio Berlincioni e musica di Silvio Amato, cantata dai Cartoon Kids (Antonio Galbiati)
- Coccinella (seconda sigla), testo di Fabrizio Berlincioni e musica di Silvio Amato, cantata dai Cartoon Kids (Marianna Cataldi)
- Conan (seconda sigla), testo di Fabrizio Berlincioni e musica di Silvio Amato, cantata dai Cartoon Kids (Antonio Galbiati)
- Cybernella (seconda sigla), testo di Arianna Bergamaschi, Fabrizio Berlincioni e musica di Silvio Amato, cantata dai Cartoon Kids
- Don Chuck castoro (seconda sigla), testo di Fabrizio Berlincioni e musica di Silvio Amato, cantata dai Cartoon Kids
- E vai Mimì (seconda sigla di Mimì e le ragazze della pallavolo), testo di Arianna Bergamaschi e Fabrizio Berlincioni e musica di Silvio Amato, cantata dai Cartoon Kids (Luana Heredia)
- Fiorellino (seconda sigla), testo di Fabrizio Berlincioni e musica di Silvio Amato, cantata dai Cartoon Kids
- Galaxy Express 999 (seconda sigla), testo di Fabrizio Berlincioni e Arianna Bergamaschi e musica di Silvio Amato, cantata dai Cartoon Kids
- Gli gnomi delle montagne (seconda sigla), testo di Fabrizio Berlincioni e musica di Silvio Amato, cantata dai Cartoon Kids (Luana Heredia)
- Huck Finn (seconda sigla), testo di Fabrizio Berlincioni e musica di Silvio Amato, cantata dai Cartoon Kids (Antonio Galbiati)
- La mia amica Sandy Bell (seconda sigla di Hello Sandybell), testo di Fabrizio Berlincioni e musica di Silvio Amato, cantata dai Cartoon Kids (Luana Heredia)
- La storia infinita, testo di Fabrizio Berlincioni e musica di Silvio Amato, cantata dai Cartoon Kids (Antonio Galbiati)
- Judo Boy (seconda sigla), testo di Fabrizio Berlincioni e musica di Silvio Amato, cantata dai Cartoon Kids (Antonio Galbiati)
- Karate Kid, testo di Fabrizio Berlincioni e musica di Silvio Amato, cantata dai Cartoon Kids (Antonio Galbiati)
- Kangoo, testo di Fabrizio Berlincioni e musica di Silvio Amato, cantata dai Cartoon Kids (Antonio Galbiati)
- King Arthur (seconda sigla di Re Artù), testo di Fabrizio Berlincioni e musica di Silvio Amato, cantata dai Cartoon Kids (Antonio Galbiati)
- Mademoiselle Anne (seconda sigla), testo di Fabrizio Berlincioni e musica di Silvio Amato, cantata dai Cartoon Kids (Luana Heredia)
- Mr. Baseball (seconda sigla), testo di Arianna Bergamaschi, Fabrizio Berlincioni e musica di Silvio Amato, cantata dai Cartoon Kids
- Pat, la ragazza del baseball (seconda sigla), testo di Fabrizio Berlincioni e musica di Silvio Amato, cantata dai Cartoon Kids (Luana Heredia)
- Ranma (seconda sigla), testo di Fabrizio Berlincioni e musica di Silvio Amato, cantata dai Cartoon Kids (Antonio Galbiati)
- Ryu il ragazzo delle caverne (seconda sigla), testo di Fabrizio Berlincioni e musica di Silvio Amato, cantata dai Cartoon Kids (Luana Heredia)
- Sally la maga (seconda sigla), testo di Fabrizio Berlincioni e musica di Silvio Amato, cantata dai Cartoon Kids (Luana Heredia)
- Sampei, il nostro amico pescatore (seconda sigla di Sampei), testo di Fabrizio Berlincioni e musica di Silvio Amato, cantata dai Cartoon Kids (Silvio Pozzoli)
- Ugo re del judo (seconda sigla), testo di Arianna Bergamaschi e Fabrizio Berlincioni e musica di Silvio Amato, cantata dai Cartoon Kids

Colonna sonora
- Calimero (1992)

### Telefilm
- Baci, primi baci, sigla della serie Primi baci, testo e musica di A. Conticello, L. Cersosimo e Silvio Amato, cantata da Barbara e Walter (1995)
- Beetleborgs - Quando si scatena il vento dell'avventura, testo di Alessandra Valeri Manera e musica di Silvio Amato, cantata da Vincenzo Draghi (1997)
- Tartarughe Ninja - L'avventura continua, testo di Alessandra Valeri Manera e musica di Silvio Amato, cantata da Vincenzo Draghi (1998)
- Mister Ed, il mulo parlante, testo e musica di S. De Pasquale e Silvio Amato (1998)

### Programmi televisivi
Sigle
- Bumpers di rete (Happy Channel)
- Bumpers di rete (Rete 4)
- Canta con me, sigla di coda de Il Grande Circo di Rete 4, testo e musica di S. De Pasquale e Silvio Amato, cantata da Sabina Stilo (Rete 4)
- Controcampo (Italia 1)
- Cuori e denari, testo e musica di S. De Pasquale, C. Laudisio e Silvio Amato (Canale 5)
- Dentro un sorriso, sigla di coda de La sai l'ultima?, testo e musica di A. Bonfanti, L. Reggi e Silvio Amato, cantata da Natalia Estrada (Canale 5)
- Domani, testo e musica di S. De Pasquale/C. Laudisio - Silvio Amato (Canale 5)
- È arrivato Bim Bum Bam, sigla di Bim Bum Bam, testo e musica di Alessandra Valeri Manera e Silvio Amato (Canale 5 - Italia 1)
- Game Boat, testo e musica di Alessandra Valeri Manera e Silvio Amato, cantata da Pietro Ubaldi (Rete 4)
- Extreme (LA7)
- I campioni d'Italia
- Io cerco l'amor, sigla di testa di La sai l'ultima?, testo e musica di A. Bonfanti, L. Reggi e Silvio Amato, cantata da Natalia Estrada (Canale 5)
- La gitana
- Mediadigit (Happy Channel)
- Meteo 4 (Rete 4) (dal 1997 al 2013)
- Oasi (LA7)
- Promo di rete (Canale 5)
- Senti chi parla
- Sotto a chi tocca, testo e musica di A. Bonfanti/Silvio Amato (Canale 5)
- Fior di tv (Canale 5) - arrangiamenti di Fio Zanotti (tastiera) e Demo Morselli (tromba)
- Auguri (Canale 5)
- TG4 (Rete 4, dal 1997 al 2012) - arrangiamenti di Fabrizio Foschini (pianoforte)
- TG LA7 (LA7)
- Un pugno e una carezza (Rai 1)
- Vent'anni Canale 5 (Canale 5)
- Zap Zap, testo e musica di Fabrizio Berlincioni e Silvio Amato, cantata da Antonio Galbiati e un membro femminile dei Cartoon Kids (TMC)

Musiche di sottofondo
- Bim Bum Bam (Canale 5 - Italia 1)
- Controcampo (Italia 1)
- Extreme (LA7)
- La sai l'ultima? (Canale 5)
- Oasi (LA7)
- Meteo 4 (Rete 4) (dal 1997 al 2013)
- TG4 (Rete 4) (dal 1997 al 2012)

### Sitcom
- Cascina Vianello (Canale 5)
- Don Luca (Canale 5) - arrangiamenti di Fabio Coppini (pianoforte) e Corrado Terzi (sax)
- I misteri di Cascina Vianello (Canale 5) - arrangiamenti di Luca Scarpa (pianoforte)
- Norma e Felice (Canale 5)

### Soap opera
- CentoVetrine (Canale 5)
- Micaela (Rete 4)
- Renzo e Lucia - Storia d'amore di un uomo d'onore (Rete 4)

### Documentari
- Sicily (Canale 5)

### Film televisivi
- Non chiamatemi papà (Italia 1)

### Spot pubblicitari
- Abbey Bank
- Acchiappa la Talpa
- Bambola
- Bancalotto
- Calze Glamour
- Coccole e Baci
- Coco e Rita - La coppia canterina
- Estatone
- Giochi Preziosi
- Gira la bottiglia
- Il Sole 24 Ore
- Inglesina - La carrozzina
- Lava la Valeria
- Martina Cuoricina
- Oil of Olaz
- Penna Brio
- Principessa Sissi
- Ramses
- Salmoiraghi & Viganò
- Smoby
- Super Pasqualone
- Tanya Scia
- Teuco Docce
- Watergames

### Radio
- Jingles (Radio Italia)
- Jingles (Radio Capital)
- Jingles (Radio DeeJay)
- Jingles (Station One)
- Te quiero mi amor, testo e musica di Depsa e M. Giuliani e Silvio Amato, interpretata da Patrizia Rossetti (Radio Italia)

## Album
- Faraway Flares (2008)
- Landscapes